# Egglham
Egglham é um município da Alemanha, situado no distrito de Rottal-Inn, no estado da Baviera. Tem 36,84 km² de área, e sua população em 2019 foi estimada em 2.364 habitantes.